# Bonnes, Vienne

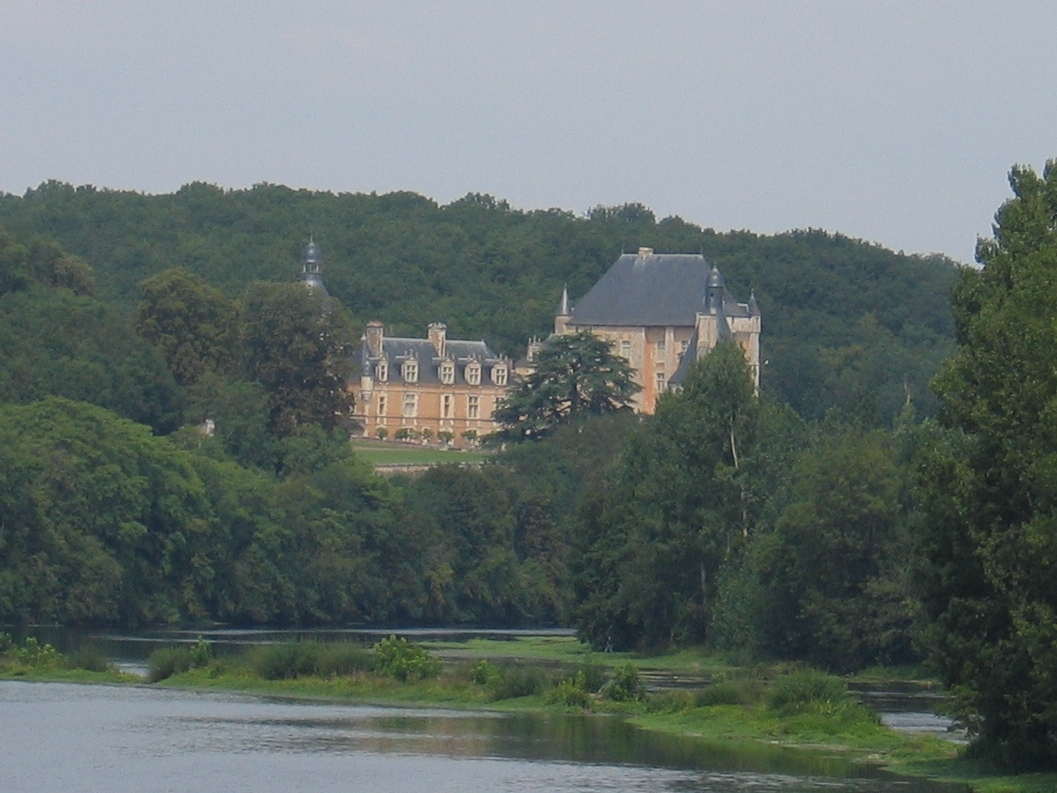

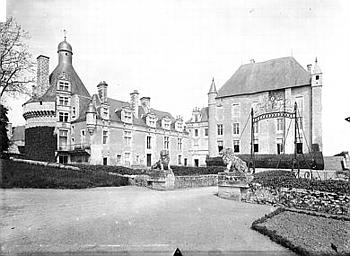
Lau dai Touffou

Bonnes là một xã, tọa lạc ở tỉnh Vienne trong vùng Nouvelle-Aquitaine, Pháp. Xã này có diện tích 34,35 km², dân số năm 2006 là 1645 người. Xã nằm ở khu vực có độ cao trung bình 90 m trên mực nước biển.
Dân địa phương danh xưng tiếng Pháp là Bonnois.

## Biến động dân số
| Năm | 1962 | 1968 | 1975 | 1982  | 1990  | 1999  | 2006  |
| --- | ---- | ---- | ---- | ----- | ----- | ----- | ----- |
| Dân số | 819  | 951  | 981  | 1 213 | 1 290 | 1 475 | 1 645 |
| From the year 1962 on: No double counting—residents of multiple communes (e.g. students and military personnel) are counted only once. |      |      |      |       |       |       |       |